# Gravity Games Bike: Street Vert Dirt
Gravity Games Bike: Street Vert Dirt, stylisé Gravity Games Bike: Street• Vert• Dirt, est un jeu vidéo de BMX développé et édité par Midway Games, sorti en 2002 sur PlayStation 2 et Xbox.

## Accueil
- GameSpot : 1,7/10 (PS2)[1] - 1,4/10 (XB)[2]
- Jeux vidéo Magazine : 6/20[3]